# Muhammad Nadschi al-Utri

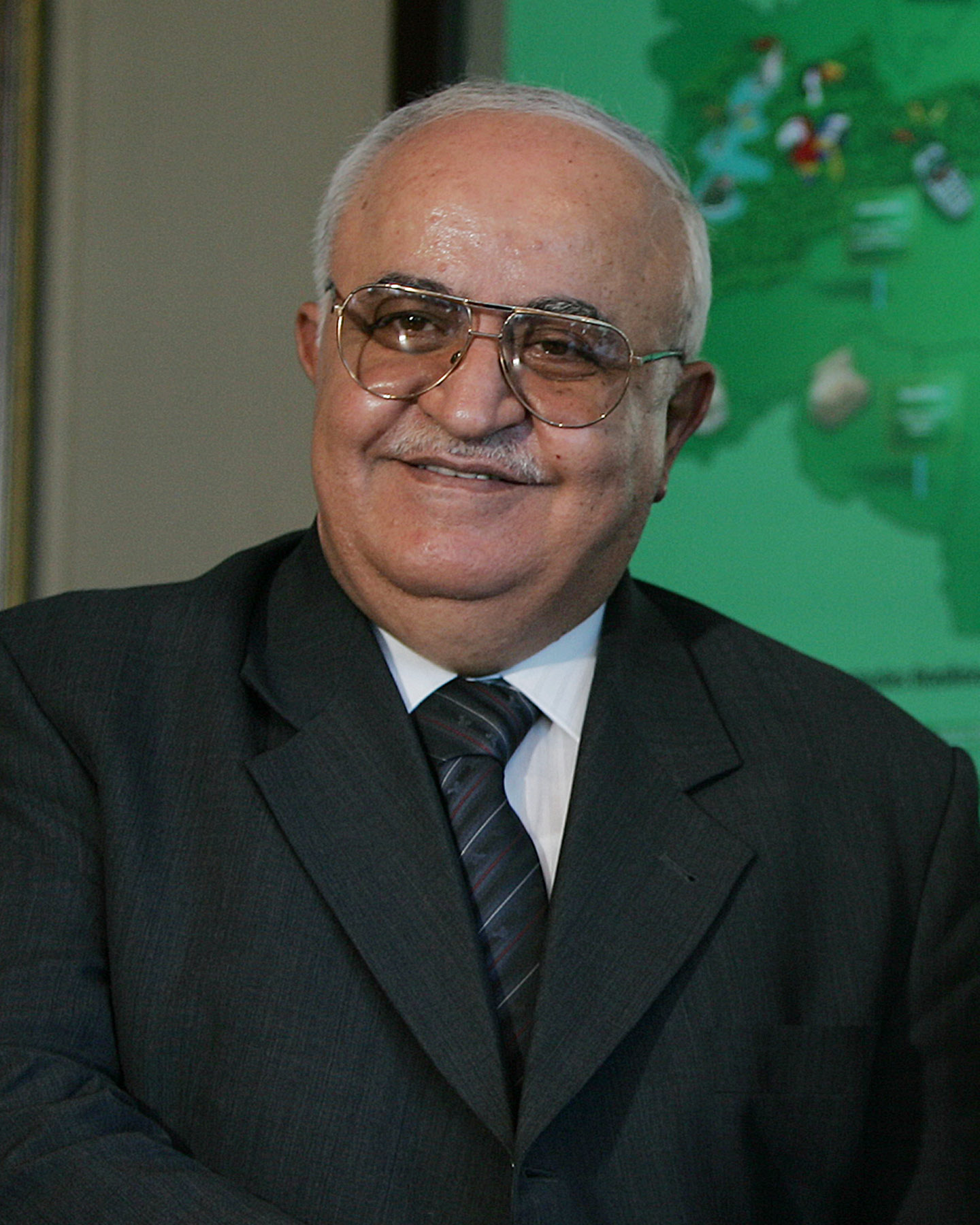
Muhammad Nadschi al-Utri.

Muhammad Nadschi al-Utri (* 1. Januar 1944 in Aleppo; arabisch محمد ناجي العطري, DMG Muḥammad Nāǧī al-ʿUṭrī; auch Mohammad Otri) war vom 10. September 2003 bis zum 29. März 2011 Premierminister von Syrien.

## Leben
Muhammad Nadschi al-Utri schloss sein Maschinenbau-Studium 1967 in Aleppo ab und sein Architektur-Studium 1972 in den Niederlanden. Er war Vorsitzender des Stadtrates von Aleppo von 1983 bis 1987, Vorsitzender der Ingenieursvereinigung von Aleppo von 1989 bis 1993 und Gouverneur (muḥāfiz) von Homs von 1993 bis 2000.
Im März 2000 wurde er Mitglied des Zentralkomitees der Baath-Partei und gleichzeitig Vize-Premierminister. Im Juni desselben Jahres wurde er Mitglied des "Regionalkommandos" der Baath-Partei, das das oberste Leitungsgremium der Partei ist. Er wurde im März 2003 zum Sprecher des syrischen Parlaments gewählt, diesen Posten behielt er bis September 2003. Er ist langjähriges Mitglied der Baath-Partei und spricht fließend Englisch und Französisch.
al-Utri trat im Zuge der Proteste in Syrien 2011 am 29. März 2011, zusammen mit seinem Kabinett, zurück.
Muhammad Nadschi al-Utri ist verheiratet und hat vier Kinder.